# Euxoa culminicola
Euxoa culminicola är en fjärilsart som beskrevs av Otto Staudinger 1870. Euxoa culminicola ingår i släktet Euxoa och familjen nattflyn. Inga underarter finns listade i Catalogue of Life.

## Bildgalleri

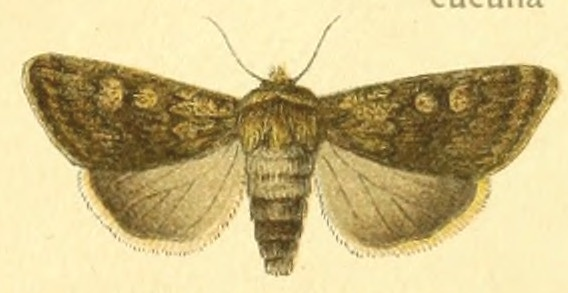